# Ідрійські жлікрофі
Ідрійські жлікрофі (словен. Idrijski žlikrofi) — це подібна до вареників словенська страва з регіону Ідрія, яка готується з тіста для локшини з картопляною начинкою. Має характерну форму. Її готують за традиційним рецептом, який був описаний у середині ХІХ століття, але точне походження страви невідоме через брак історичних джерел. Жлікрофі готують як закуску, гарнір до м’ясних страв або самостійну страву, посипану шкварками. Типовою ідрійською гарнірною стравою є «бакалца» з баранини або кролика, соус з баранини та овочів.
Назва «жлікроф» походить з каринтійської німецької мови, оскільки в Каринтії є подібне слово «Schlikkrapfen», що означає подібну ж страву. Останнє походить від «Schlittkrapfen», що є сполукою німецького дієслова «schlitten» — «ковзати» та «Krapfen» — «пончик», «загорнутий у тісто».
Процес приготування страви досить трудомісткий і складається з декількох етапів. Після приготування тіста з борошна, яєць та води роблять начинку, що складається з картоплі, дрібно нарізаного свинячого сала або копченого бекону, цибулі, зелені, спецій. Фарш формують у кульки завбільшки з фундук і загортають у тонко розкачаний пласт тіста. Його вигинають навколо кульки начинки, надаючи виробу характерної форми «вуха». Необхідну кількість вареників відварюють у підсоленій воді до спливання. Подають обсмаженими зі шкварками або лише відвареними з м'ясними соусами.
Ідрійські жлікрофі – перша словенська страва, захищена на рівні Європейського Союзу як «гарантована традиційна особливість». Виробництво не має географічних обмежень, і всі виробники та ресторани, які бажають пропонувати страву під цією назвою, повинні мати сертифікат.